# Jogos Universitários de Comunicação e Artes
O JUCA (Jogos Universitários de Comunicação e Artes) são jogos universitários envolvendo algumas das mais importantes instituições de ensino de comunicação e artes do estado de São Paulo. Ele atrai entre 10 e 15 mil estudantes anualmente para a cidade de realização, onde são realizadas as competições e shows nas festas noturnas, movimentando milhões de reais nas economias locais.. Dentre as atrações das recentes edições estão Ludmilla, Gabriel, o Pensador, CPM 22, Valesca Popozuda e Emicida.
No torneio são disputadas competições de basquete, handebol, futsal, voleibol, futebol, natação, rugby 7s, tênis de mesa, tênis e xadrez. Sua última edição, em 2025, foi realizada em Americana e teve a Cásper Líbero como campeã geral pela sétima vez na trigésima edição do JUCA.
O JUCA viveu entre 1996 e 2006 um período de dinastia mackenzista, com todos os títulos do período indo para o "Tubarão", mas desde então a disputa pelo troféu se tornou mais parelha. Desde 2010, quatro atléticas diferentes se sagraram campeãs da competição (ECA-USP, Mackenzie, Cásper Líbero e Anhembi Morumbi).Devido a pandemia da Covid-19, a competição foi cancelada em 2020 e 2021. 
Para o ano de 2022, o JUCA contou com duas séries, prata e ouro. Na Série Prata, participaram as atléticas da FMU, Mackenzie, UEL e UNIARA. Na Série Ouro, as atléticas já participantes; Belas Artes, ECA-USP, Cásper Líbero, Anhembi Morumbi, PUC-SP, PUC-Campinas e Metodista, além da adição da São Judas.

## Faculdades participantes
| Faculdade       | Mascote       | Cores                   |
| --------------- | ------------- | ----------------------- |
| Mackenzie (*)   | Tubarão       | Preto e azul            |
| Cásper Líbero   | Homem Pássaro | Vermelho e branco       |
| Anhembi Morumbi | Grifo         | Verde, branco e laranja |
| ECA USP         | Leão          | Roxo e amarelo          |
| Belas Artes     | Abelha        | Azul, vermelho e branco |
| PUC-Campinas    | Morsa         | Verde, branco e rosa    |
| PUC-SP          | Cachorro      | Azul e amarelo          |

- (*) A Atlética do Mackenzie foi punida devido a escalação de jogadores irregulares e foi excluída do JUCA durante o tempo mínimo de três anos, sendo substituída por convidadas. A segunda, no ano de 2022 foi a Atlética de Comunicação da São Judas. Em 2023 eles retornaram à competição.

## Antigas faculdades participantes
| Faculdade | Mascote      | Cores                  |
| --------- | ------------ | ---------------------- |
| ESPM      | Jacaré       |                        |
| FAAP      | Girafa       |                        |
| Metodista | Caranguejo   | Laranja e branco       |
| São Judas | Coelho       | Laranja, azul e branco |
| UEL       | Ornitorrinco | Verde e roxo           |
| UNIARA    | Fênix        | Rosa e branco          |
| FMU       | Galo         | Azul e branco          |

## Edições
| Ano  | Cidade                     | Campeão Geral       |
| ---- | -------------------------- | ------------------- |
| 1993 | São Bernardo do Campo      | ESPM (1)            |
| 1995 | Pirajú                     | FAAP (1)            |
| 1996 | Pirajú                     | Mackenzie (1)       |
| 1997 | Pirajú                     | Mackenzie (2)       |
| 1998 | Pirajú                     | Mackenzie (3)       |
| 1999 | Avaré                      | Mackenzie(1) (4)    |
| 2000 | Avaré                      | Mackenzie(1) (5)    |
| 2001 | Serra Negra                | Mackenzie (6)       |
| 2002 | Guaratinguetá              | Mackenzie (7)       |
| 2003 | Guaratinguetá              | Mackenzie (8)       |
| 2004 | Cruzeiro                   | Mackenzie (9)       |
| 2005 | Guaratinguetá              | Mackenzie (10)      |
| 2006 | Registro                   | Mackenzie (11)      |
| 2007 | Registro                   | ECA-USP (1)         |
| 2008 | Guaratinguetá              | Mackenzie (12)      |
| 2009 | Santa Rita do Sapucaí - MG | Mackenzie (13)      |
| 2010 | Araraquara                 | ECA-USP (2)         |
| 2011 | Caçapava                   | Cásper Líbero (1)   |
| 2012 | Guaxupé-MG                 | Mackenzie (14)      |
| 2013 | Jacareí                    | Cásper Líbero (2)   |
| 2014 | Registro                   | Cásper Líbero (3)   |
| 2015 | Araraquara                 | Anhembi Morumbi (1) |
| 2016 | Sorocaba                   | Mackenzie (15)      |
| 2017 | Araraquara                 | Anhembi Morumbi (2) |
| 2018 | São Carlos                 | Anhembi Morumbi (3) |
| 2019 | Americana                  | Anhembi Morumbi (4) |
| 2022 | São Carlos                 | Cásper Líbero (4)   |
| 2023 | Americana                  | Cásper Líbero (5)   |
| 2024 | Boituva                    | Cásper Líbero (6)   |
| 2025 | Americana                  | Cásper Líbero (7)   |

No ano de 2022, houve a introdução da Série Prata no JUCA, contando inicialmente com quatro participantes, onde a Atlética do Mackenzie levou o título daquele ano, porém, a Série Prata foi descontinuada para a edição de 2023.